# Postojna
Postojna (njemački: Adelsberg, talijanski: Postumia) je grad i središte istoimene općine u jugozapadnoj Sloveniji. Grad pripada pokrajini Notranjskoj i statističkoj regiji Notranjsko-kraškoj.

## Stanovištvo
Prema popisu stanovništva iz 2002. godine Postojna je imala 8.548 stanovnika.

## Vanjske poveznice
- Službena stranica općine
- Satelitska snimka grada  Arhivirana inačica izvorne stranice od 29. srpnja 2017. (Wayback Machine)